# Nubiella paramitra
Nubiella paramitra is een hydroïdpoliep uit de familie Bougainvilliidae. De poliep komt uit het geslacht Nubiella. Nubiella paramitra werd in 2007 voor het eerst wetenschappelijk beschreven door Xu, Huang & Guo. 